# Adam Jakub Gralewski
Adam Jakub Gralewski herbu Sulima – ławnik tczewski w latach 1676–1687.
Poseł sejmiku stargardzkiego na sejm koronacyjny 1676 roku, sejm 1677 roku, sejm 1681 roku, sejm 1683 roku, sejm 1685 roku.